# Oakland Hills Country Club
De Oakland Hills Country Club is een countryclub in de Verenigde Staten. De club werd opgericht 1916 en bevindt zich in Bloomfield Township, Michigan. De club beschikt over twee 18-holes golfbanen, de "South" (1918) en de "North" (1923), en beide banen werden ontworpen door de golfbaanarchitect Donald Ross.

## Golftoernooien
De eerste golftoernooi dat de club ontving was het Western Open, in 1922, en die werd gewonnen door Mike Brady. Twee jaar later, in 1924, ontving de club het US Open en in de volgende decennia ontving de club meermaals het US Open. Het volgende grote toernooi was het PGA Championship, in 1972. In 1981 ontving de club de tweede editie van het US Senior Open. In 2002 en 2004 ontving de club respectievelijk voor de eerste keer het US Amateur Championship en de Ryder Cup.
Voor het golftoernooi is de lengte van de "South"-baan 6808 m met een par van 70. De course rating is 76,9 en de slope rating is 145.
South Course
- Western Open: 1922
- US Open: 1924, 1937, 1951, 1961, 1985 & 1996
- PGA Championship: 1972, 1979 & 2008
- US Senior Open: 1981 & 1991
- US Amateur Championship: 2002
- Ryder Cup: 2004

## Trivia
- Naast een golfbaan, beschikt de club ook over een Olympisch zwembad en tennisbanen.[5]